# كينيث ر. اندروز
كينيث ر. اندروز (بالإنجليزية: Kenneth R. Andrews)‏ هو بروفيسور أمريكي، ولد في 1916 في كونيتيكت في الولايات المتحدة، وتوفي في 2005 في دورهام في الولايات المتحدة.